# Gustav Dodillet
Gustav Dodillet (né le 24 juin 1820 au manoir d'Angerburg et mort le 9 février 1894 au manoir de Sarken, arrondissement de Lyck) est un avocat administratif prussien et juge en Prusse-Orientale. Il siège au Reichstag de 1888 à 1893.

## Biographie
Dodillet étudie à l'école Frédéric de Gumbinnen et étudie le droit à l'Université de Königsberg. Au cours du semestre d'hiver 1839/40, il devient actif dans le corps Masovia avec Wilhelm von Saltzwedel (de),. Il réussit l'examen de stagiaire gouvernemental à Gumbinnen et, en 1846, l'examen d'État à Berlin. Il est employé comme évaluateur pour lutter contre l'urgence à Gumbinnen et est référé à la Commission générale prussienne (de) pour la province de Silésie à Breslau en octobre 1847. De septembre 1848 à janvier 1852, il dirige le bureau de l'arrondissement de Pillkallen. Il est ensuite administrateur de l'arrondissement d'Insterbourg (jusqu'au 1er février 1871) et conseiller du gouvernement à Gumbinnen. Depuis le 1er octobre 1873, il est conseiller principal du gouvernement et chef du département de l'église et de l'école. Lors de la création du tribunal administratif de Gumbinnen, il en est le président jusqu'en 1878. Il est également député de la Chambre des représentants de Prusse pour les arrondissements d'Insterbourg et de Gumbinnen de 1867 à 1869. Le 19 janvier 1869, son mandat parlementaire est déclaré invalide. À la mort de son frère de corps Otto Saro en 1888, Dodillet est élu au Reichstag lors d'une élection partielle. Pour le Parti conservateur allemand, il représente la 3e circonscription du district de Gumbinnen (de) de novembre 1888 à 1893.